# Heinrich LXII. (Reuß jüngere Linie)

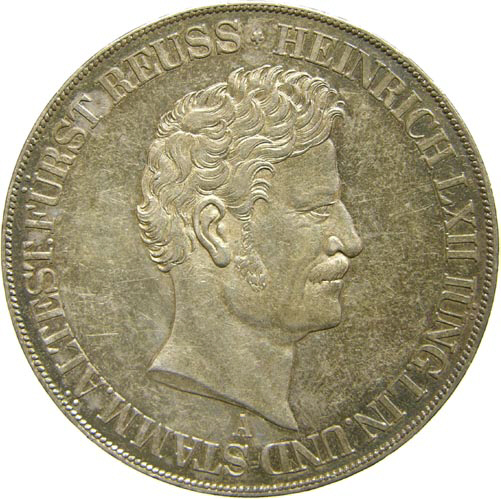
Heinrich LXII. in einem Münzporträt, 1853

Heinrich LXII. Fürst Reuß jüngere Linie, Graf und Herr zu Plauen, Herr zu Greiz, Kranichfeld, Gera, Schleiz und Lobenstein (* 31. Mai 1785 in Schleiz; † 19. Juni 1854 in Gera) war vom 17. April 1818 bis 1. Oktober 1848 Fürst von Reuß-Schleiz, danach bis 19. Juni 1854 Fürst Reuß jüngerer Linie (als Vereinigung aller souveränen Linien von Reuß jüngerer Linie: Reuß-Schleiz, Reuß-Gera, Reuß-Lobenstein und Reuß-Ebersdorf).

## Leben
Er studierte in Erlangen und Würzburg. In seiner Zeit als Fürst Reuß zu Schleiz hatte er mit den Fürsten Reuß zu Lobenstein und Ebersdorf die gemeinschaftliche Regierung über das Gebiet der früheren Grafen von Reuß-Gera.
Nach der Abdankung von Fürst Heinrich LXXII. Reuß zu Lobenstein und Ebersdorf am 1. Oktober 1848 vereinigte er nach 200 Jahren Teilung nun alle Fürstentümer der jüngeren Linie des Hauses Reuß in seiner Hand mit dem Titel Fürst Reuß jüngerer Linie. Unter seiner Regierung bekam das Land 1849 eine zeitgemäße Verfassung. 1851 trat der erste konstitutionelle Landtag zusammen und 1852 wurde ein revidiertes Staatsgrundgesetz zusammen mit einem neuen Wahlgesetz mit indirekten Wahlen angenommen.
Er war der älteste Sohn Heinrichs XLII. (1752–1818) und seiner Gemahlin Karoline zu Hohenlohe-Kirchberg (1761–1849) und Bruder seines Nachfolgers Heinrich LXVII.
Heinrich LXII. blieb unverheiratet.